# Flora Anglica
Flora Anglica (abreviado Fl. Angl. (Hudson)) es un libro con ilustraciones y descripciones botánicas que fue escrito por el farmacéutico botánico inglés William Hudson y publicado en Londres en el año 1762 con el nombre de Flora Anglica; exhibens Plantas per Regnum Angliae Sponte Crescentes, Distributas Secundum Systema Sexuale: cum Differentiis Specierum, Synonymis Auctorum, Nominibus Incolarum, Solo Locorum, Tempore Florendi, Officinalibus Pharmacopoerum.